# 瓦奥福诺蒂
瓦奥福诺蒂（Va'a-o-Fonoti）是萨摩亚的一个政治区，位于乌波卢岛。面积38 平方公里，人口1,666人（2001年统计），为萨摩亚人口最少的政治区。该区包含7个村。
该区位于阿图阿区以北。
13°57′S 171°32′W / 13.950°S 171.533°W